# Lady in Black
«Lady in Black» — песня британской рок-группы Uriah Heep, четвёртый трек её второго альбома Salisbury, вышедшего в феврале 1971 года. Автор песни, клавишник Кен Хенсли, в студии и на концертах сам исполнял в песне партию ведущего вокала.

## История создания
В кратком комментарии на обложке оригинального винилового релиза рассказывалось о том, что для Кена Хенсли источником вдохновения стал реальный случай: неожиданный визит к нему дочери сельского викария в минуту, когда он пребывал в крайне подавленном состоянии. Результатом этой встречи и — своего рода озарения — и явилась песня «Леди в чёрном»: философская притча, повествующая о том, что зло нельзя победить силами самого зла.
«Lady in Black», песня, выполненная в форме фолк-баллады (и не имевшая традиционных куплета-припева), стала одним из самых популярных концертных номеров Uriah Heep, особым успехом пользуясь в Германии и России. В Британии и США песня не выпускалась синглом, но вышла в Германии и стала главным хитом 1977 года. Продержавшись на вершине 13 недель, она помешала занять высшую позицию Полу Маккартни и его хиту «Mull of Kintyre». За это достижение Uriah Heep получили здесь награду «Золотой Лев» (англ. Golden Lion), германский аналог Grammy и Brit Awards.

### Содержание
Леди в чёрном является герою повествования ранним воскресным утром, «её длинные волосы развеваются на зимнем ветру». Он догадывается, по каким признакам она находит его: «по следам разрушения», которые заметны повсюду, как результат «сражения», в котором тот «не смог победить» (англ. …Destruction lay around me from the fight I couldn’t win).
Гостья просит его назвать имя его врага, и тот отвечает: «Враг этот — живущая в людях жажда сражаться и убивать братьев своих, без мысли о любви и Боге» (англ. …The need within some men to fight and kill their brothers without thought of love or God).
Он умоляет леди в чёрном дать ему коней, чтобы «растоптать врагов» (англ. And I begged her give me horses to trample down my enemies), но та отвращает его от мысли о «битве, которая низводит человека до зверя; битве, которую так легко начать, и которую невозможно закончить». (англ. …Battle that reduces man to animal, so easy to begin and yet impossible to end).
Получив наставления от женщины, которую он именует теперь «матерью рода человеческого» (англ. mother of all men), герой в ужасе перед одиночеством просит её помочь и остаться, чтобы, находясь рядом с нею, он мог бы пребывать в мире. Но леди в чёрном отвечает ему: «Верьте <в Бога> и верьте — мне» (англ. Have faith and trust in me…), и этими словами сердце его «вновь наполняет жизнью» (англ. …she said and filled my heart with life…).
«Невозможно победить числом, — продолжает она. — Не тешьте себя этой иллюзией. Когда же я понадоблюсь вам, не сомневайтесь: я всегда буду неподалёку». C этими словами она поворачивается и уходит; он, утратив дар речи, лишь провожает её взглядом. Повествование завершается словами:

Труд мой не стал легче,

Но теперь я знаю, что не одинок,

И каждый раз сердце моё рождается заново,

Едва только я вспоминаю о том ветреном зимнем дне…

И если случится так, что однажды она явится вам,

Мудрость слов её испейте до дна,

Примите в дар от неё мужество

И ей напомните обо мне.Оригинальный текст (англ.)My labour is no easier

But now I know I’m not alone

I find new heart each time I think

Upon that windy day…

And if one day she comes to you

Drink deeply from her words so wise

Take courage from her as your prize

And say hello from me.

## Кавер-версии
- Blackmore’s Night, «Dancer and the Moon», 2013
- Frozen Land, Nostalgy, 2012
- Ensiferum, One More Magic Potion LP, 2007
- Hawke, Out of the Next LP, 2008
- Gregorian, Masters of Chant Chapter V, 2006
- Spagna, Woman LP, 2002
- Puhdys, Rock-n-roll music, 1998
- Damh the Bard, «Sabbat», 2015

### Иноязычные версии
- Lemon (1972, Финляндия, под названием «Nainen tummissa»).
- Mago de Oz (Испания, «Dama Negra»).
- Iris (Румыния), «Doamna in negru».
- Ялла (1976, СССР, под названием «Нав ниҳол», с миньона «Салом, фестиваль»).
- Arakain (Чехия, Slečna Závist, Miss Envy)
- Shamaani Duo (1996, Финляндия, «Nisson Čahppes Biktasiinnes», альбом Hunka Lunka)
- Kraljevski Apartman (Сербия, Slike, альбом Izgubljen u vremenu, 2002)
- Abiogenesi (Италия, Di nero vestita LP, вошла в фильм ужаса Io sono il vampiro, 2002, саундтрек 2005 года).
- P.L.A.N., белорусская версия «Леґенда» (2007, альбом «Шлях да каханай», трек 5 http://belmusic.org/reviews/lovesong-ad-karalja-rok-meliodyi.html)
- Кам’яний Гість, украинская версия (2012, альбом «60/70»)
- Коммунизм (1989, «Весёлый танец шейк», альбом «Лет Ит Би»)

## Участники
- Мик Бокс — гитара
- Кит Бэйкер — ударные
- Пол Ньютон — бас-гитара
- Кен Хенсли — вокал, акустическая гитара
- Аранжировка — Uriah Heep
- Продюсер — Джерри Брон
- Звукоинженер — Питер Галлен
- Звукооператоры — Эшли Хоу и Лес Каннингем
- Издатель — Sydney Bron Music Co. Ltd[3]

## Видео
- Lady in Black, Uriah Heep, Германия, 1977